# Улица Смольный Буян
Улица Смольный Буян — улица в историческом центре Архангельска. Проходит, как продолжение улицы Парижской Коммуны, от проспекта Ломоносова и за улицей Тимме имеет продолжением Проспект Дзержинского. Протяжённость улицы около 1300 метров.

## История

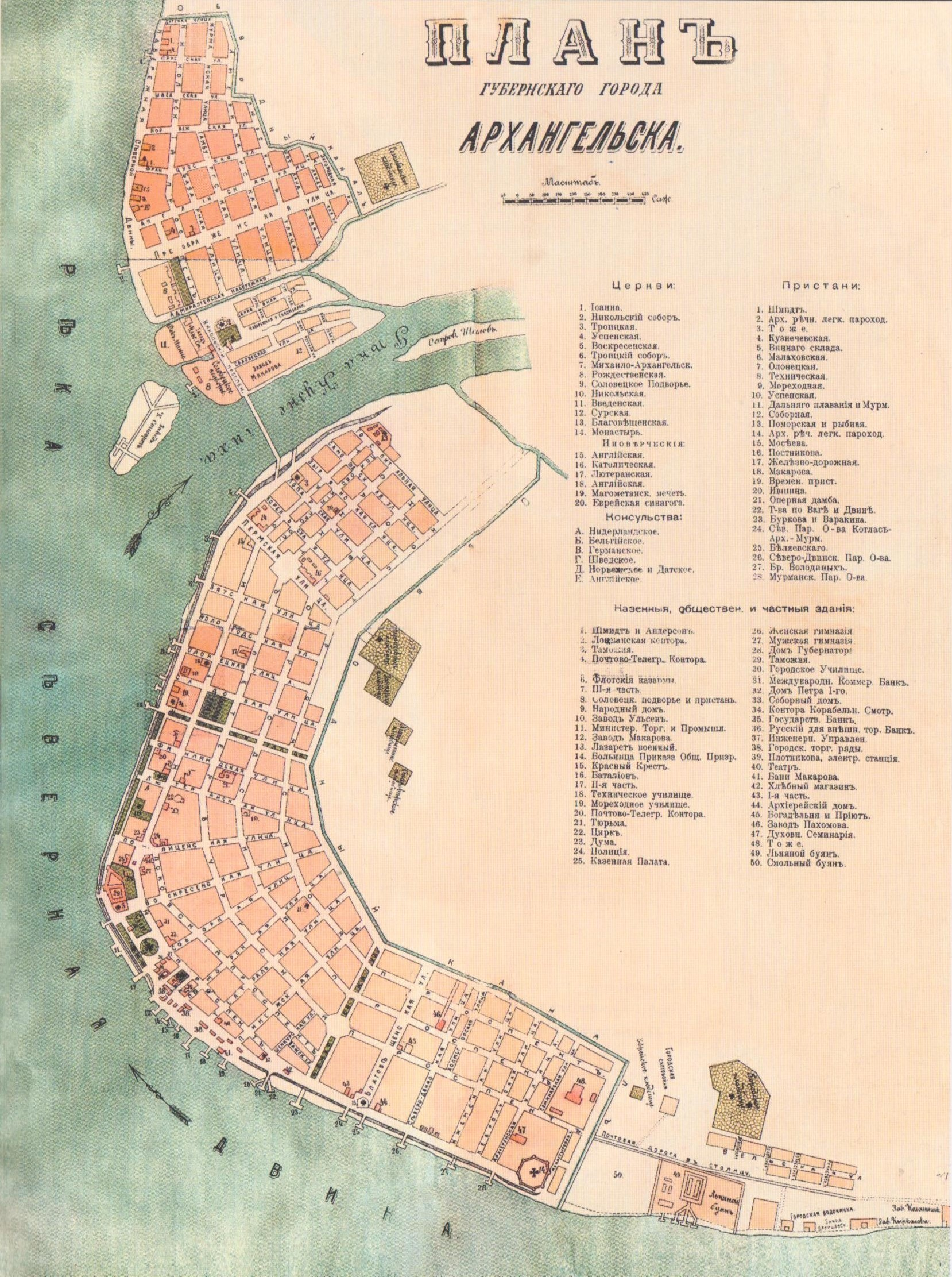
Карта Архангельска 1890 года

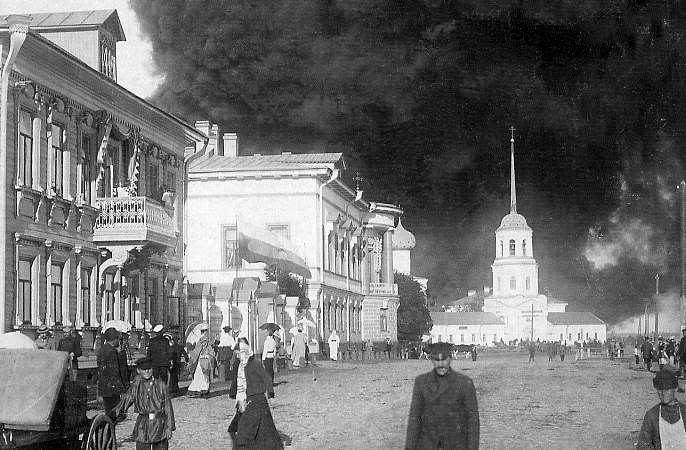
Архангельск. Пожар на Смольном Буяне в 1908 году

Берег Северной Двины в окрестности современной улицы служил местом выгрузки доставляемых в Архангельск смолы и пека, это обстоятельство дало название местности Смольный буян (буян — древнерусское название пристани).
С конца XVIII века к улице подходила почтовая дорога на Москву, здесь был устроен своеобразный въезд в город с караульными каменными зданиями по обе стороны улицы и расходящимися в стороны каменными заборами по 32 сажени каждый, а въезд в город преграждал шлагбаум. По этому обстоятельству улица носила ещё название Заставская (Застава).
В 1860 году в параллель улице прошёл вырытый для осушения местности Обводный канал, фактически став восточной границей города, за которой шли болотистые пустыри и покосы, арендуемые горожанами. Выполнив своё первоначальное санитарное предназначение, со временем канал начал стремительно терять свои качества, делая невозможным полноценное функционирование — оплывы мягкого берегового грунта преграждали русло, вызывали застой воды, превращали местность в топкое болото, отравляющее воздух зловонными испарениями. Хотя на канале периодически проводились ремонтные работы, было признано целесообразным применять для мелиорации более новые технологии, а сам канал засыпать, проложив здесь одну из транспортных городских магистралей. В 1940-е годы канал постепенно прекратил своё существование.
В 1958 году было начато строительство Северодвинского моста, соединяющего центр Архангельска и левый берег реки, оно было завершено в 1964 году, после чего по улице стали следовать интенсивные транспортные потоки с левобережья в район железнодорожного вокзала и т. п.

## Достопримечательности

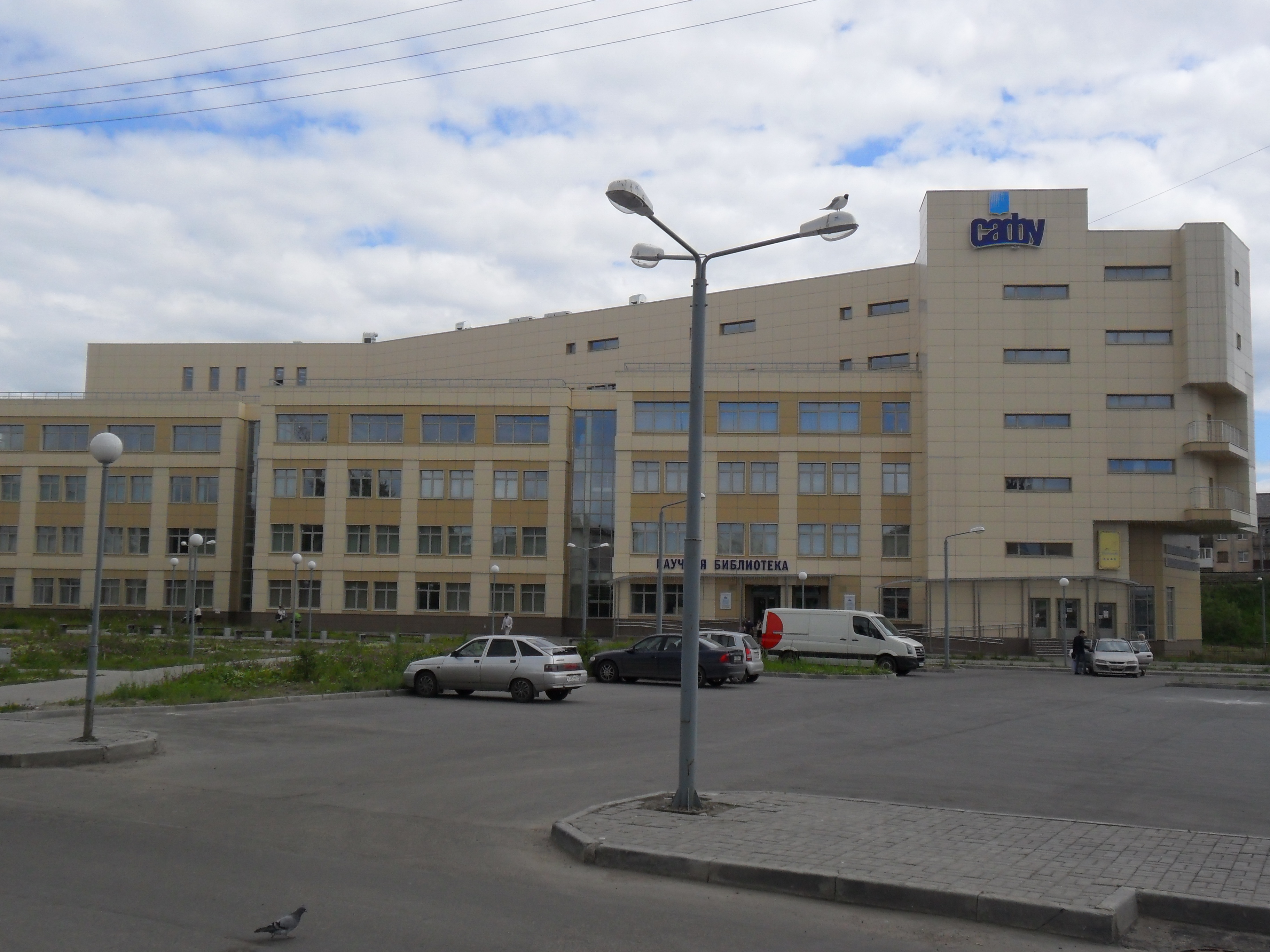
Научная библиотека С(А)ФУ

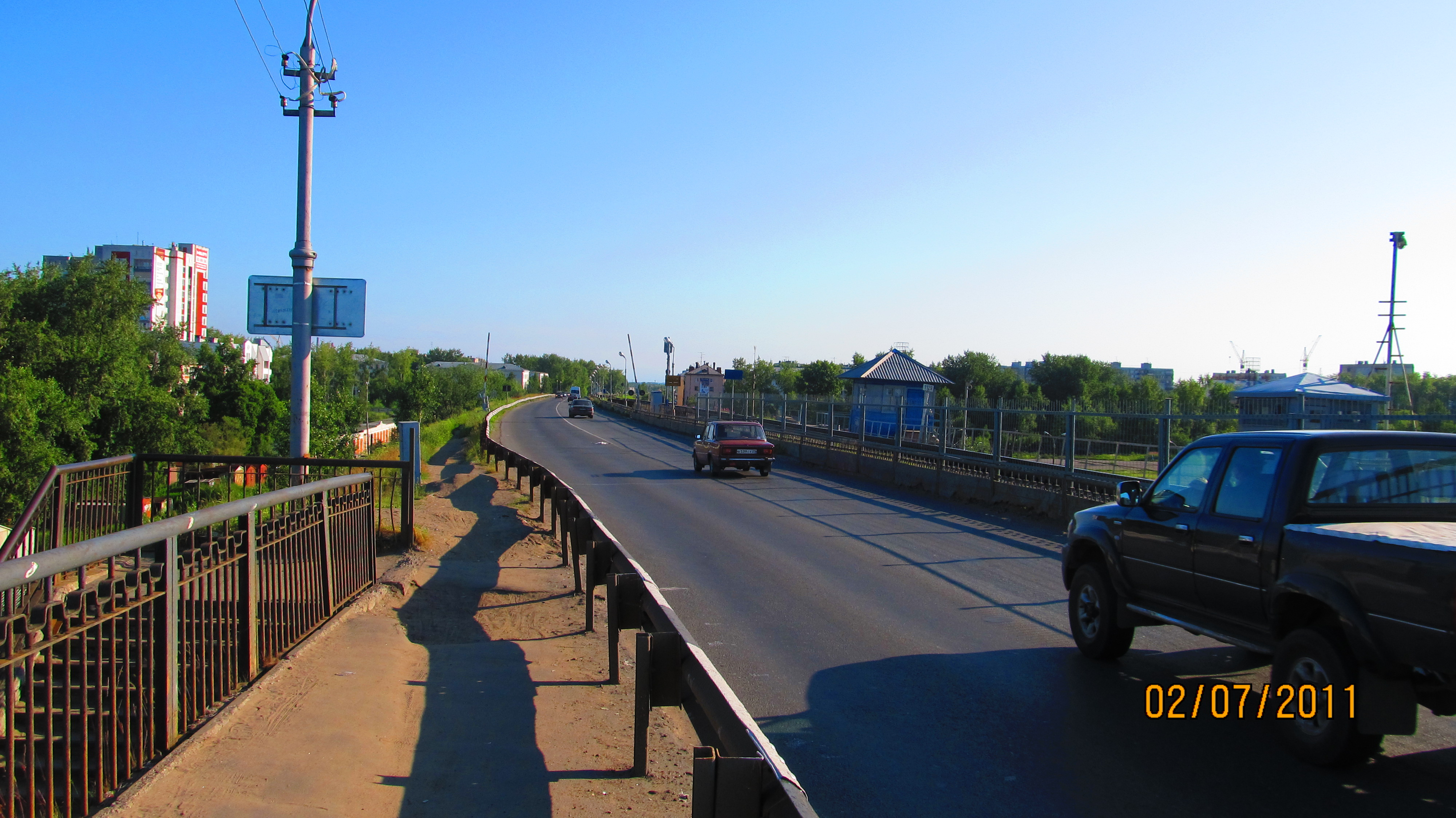
Съезд в город с Северодвинского моста

д. 1 — Музей истории С(А)ФУ, Научная библиотека С(А)ФУ им. Е. И. Овсянкина
д. 5 — Архангельский педагогический колледж
д. 7 — корпус № 7 С(А)ФУ, мемориальная доска Розе Шаниной.